# Sphenella helianthoides
Sphenella helianthoides är en tvåvingeart som först beskrevs av Mario Bezzi 1926.  Sphenella helianthoides ingår i släktet Sphenella och familjen borrflugor. Inga underarter finns listade i Catalogue of Life.